# Double rôle
Pour les articles homonymes, voir Rôle.

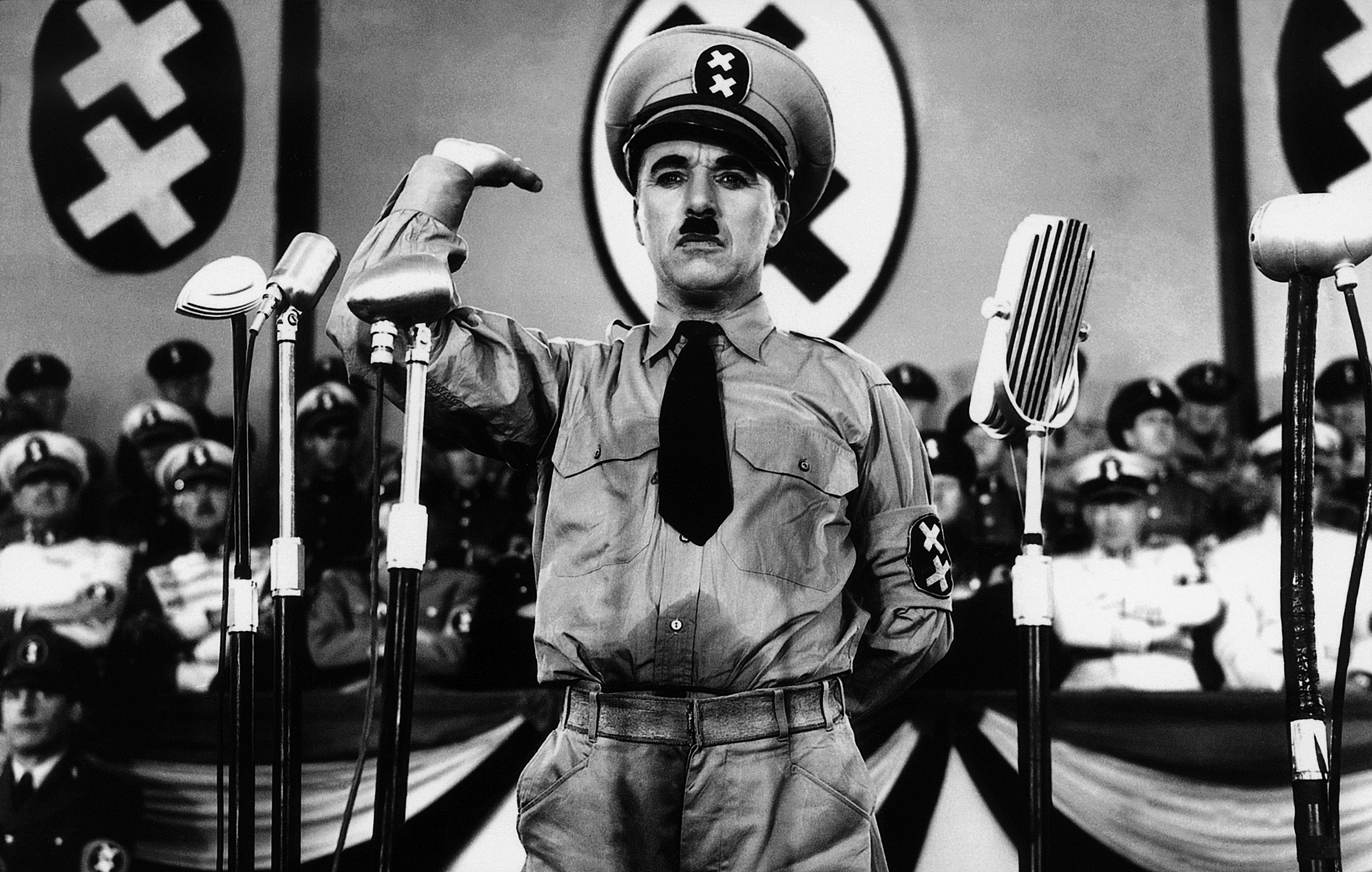
Un des cas les plus célèbres de double rôle : Charlie Chaplin dans Le Dictateur, jouant à la fois le dictateur Adenoïd Hynkel et le barbier juif.

Au cinéma ou au théâtre, un double rôle est l'utilisation d'un acteur ou d'une actrice pour jouer deux rôles voire plus dans une même œuvre.
Dans les films récents, il s'agit la plupart du temps d'un choix délibéré de la production, souvent pour créer un effet comique ou de quiproquo. Pour les films plus anciens ou à petit budget, le choix d'un double rôle peut être effectué en cours de création, du fait d'un budget plus limité que prévu.

## Utilisation
Le thème du double peut induire chez le spectateur un sentiment de trouble, que le scénario développe plus particulièrement à travers les thèmes du double jeu, de la double vie, de l’être à double face avec toutes les connotations de duplicité, de dualité ; ce thème permet notamment de développer les thèmes du mensonge, de la duplicité, de l'altérité, de la psychose, du simulacre, de la mise en abîme, de la gémellité, ou du sosie.
En particulier, le double rôle permet souvent à une seule personne de jouer plusieurs membres d'une même famille. C'est par exemple le cas de Nicolas Cage jouant en 2003 Charlie Kaufman et son frère Donald dans Adaptation, Alec Guinness jouant en 1949 les huit héritiers dans le film Noblesse oblige, Armie Hammer jouant en 2010 les jumeaux  Cameron et Tyler Winklevoss dans The Social Network ou Lindsay Lohan jouant en 1999 les sœurs jumelles Aline et Annie Parker dans À nous quatre. Par ailleurs, dans The Alto Knights (2025) de Barry Levinson, Robert De Niro incarne deux gangsters mafieux rivaux, Vito Genovese et Frank Costello.

## Techniques

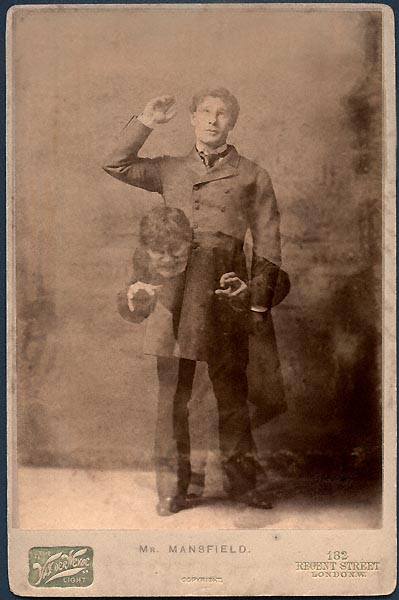
Richard Mansfield jouant au théâtre le double rôle de Jekill et de Hyde dans la pièce de théâtre adaptée en 1888 de L'Étrange Cas du docteur Jekyll et de M. Hyde.

Au cinéma et à la télévision, dans de nombreux films comprenant un double rôle, les personnages incarnés par un même acteur sont amenés à jouer dans une même scène. Cela nécessite des subterfuges techniques, faisant appel notamment à des doublures de taille, corpulence et apparence proches de celles de l'acteur ou l'actrice doublée.
Les films plus récents sont montés en utilisant des techniques d'incrustation, soit numériquement, en transformant le visage de la doublure, soit en filmant en plusieurs fois et en superposant les prises de vue.